# Escort to my world
「Escort to my world」（エスコート・トゥ・マイ・ワールド）は、 2018年6月20日にユニバーサルミュージックから発売された田原俊彦の69作目のシングル。

## 制作
表題曲の作詞は、HilcrhymeのTOC、作曲はDaisuke"DAIS"MiyachiとNATABAが担当した。
表題曲のテーマは『スター』で、作詞を担当したTOCいわく「僕が生まれる前からスターであった田原さんに、スターとはこうだという事を歌っていただきたいという思いから提供させて頂きました」とコメントしている。

## ミュージック・ビデオ
ミュージック・ビデオは、ポルシェ・718ケイマンから降り立った田原が、ナイトクラブで、ダンサーとタレントの葉加瀬マイや竹内渉を含んだ約50名のビキニ姿の女性と歌い踊る内容となっている。

## リリース
2018年6月20日に、ユニバーサルミュージックから、初回盤（CD+DVD）と通常盤（CD）の2形態で発売された。
初回盤のDVDには、表題曲である「Escort to my world」のミュージック・ビデオをはじめ、2017年9月22日に行われたコンサートツアー『TOSHIHIKO TAHARA DOUBLE‘T'TOUR 2017』（中野サンプラザホール公演）のダイジェスト映像が収録されている。

## 収録曲
| 全作曲: Daisuke"DAIS"Miyachi, NATABA。 |                              |           |                              |                  |      |
| #                                      | タイトル                     | 作詞      | 作曲・編曲                   | 編曲             | 時間 |
| 1.                                     | 「Escort to my world」       | TOC       | Daisuke"DAIS"Miyachi, NATABA | NATABA           | 4:20 |
| 2.                                     | 「IN THE ROOM」              | Kenn Kato | Daisuke"DAIS"Miyachi, NATABA | NATABA, 大野裕一 | 4:16 |
| 3.                                     | 「Escort to my world」(INST) |           | Daisuke"DAIS"Miyachi, NATABA |                  | 4:20 |
| 4.                                     | 「IN THE ROOM」(INST)        |           | Daisuke"DAIS"Miyachi, NATABA |                  | 4:12 |
| 合計時間:                              | 合計時間:                    | 合計時間: | 合計時間:                    | 17:08            |      |

| #         | タイトル                                                     | 作詞  | 作曲・編曲 | 時間  |
| --------- | ------------------------------------------------------------ | ----- | ---------- | ----- |
| 1.        | 「Escort to my world」(Music Video)                          |       |            | 4:18  |
| 2.        | 「Making of "Escort to my world"」                           |       |            | 7:01  |
| 3.        | 「Digest of "DOUBLE 'T' TOUR 2017 in 中野サンプラザホール"」 |       |            | 16:46 |
| 合計時間: | 合計時間:                                                    | 28:05 |            |       |